# Acidaliastis dissimilis
Acidaliastis dissimilis là một loài bướm đêm trong họ Geometridae.